# Megalobrachium soriatum
Megalobrachium soriatum is een tienpotigensoort uit de familie van de Porcellanidae. De wetenschappelijke naam van de soort is voor het eerst geldig gepubliceerd in 1818 door Say.